# Falling into You
A Falling into You Céline Dion kanadai énekesnő negyedik angol nyelvű, összesen a huszonnegyedik albuma, mely 1996. március 8-án jelent meg.
Bár az album vegyes fogadtatásban részesült, elnyert két Grammy-díjat 1997-ben (legjobb popalbum, az év albuma) és több mint 32 millió példányos eladásával bekerült a világ legnagyobb példányszámban eladott albumai közé. A National Association of Recording Merchandisers 200-as listájára is fölkerült 97.-ként, mint a minden idők leghatásosabb és legnépszerűbb lemezeinek egyike.
2007 októberében Let's Talk About Love / Falling into You / A New Day Has Come címen három CD-s szett jelent meg, melyet később ajándékdobozzal újra kiadtak 2009 szeptemberében The Collection címen. 2009 októberében egy két lemezes Let's Talk About Love / A New Day Has Come című szett is megjelent.

## Háttér
A Falling into You című album Céline Diont népszerűségének csúcsán mutatja be és zenéjének további fejlődését mutatja meg. Hogy szélesebb közönséghez is elérjen, a dalokban több elemet vegyítettek, a zenét nagyzenekari hangzással, afrikai kántálással és más gondosan kidolgozott zenei hatásokkal dúsították. Ezek mellett a hegedű, a klasszikus gitár, a harsona, egy brazil pengetős hangszer, a cavaquinho és a szaxofon is segített az új hangzásban. A kislemezek zenei stílusok széles skáláját fogják át. A Falling into You című címadó dalt és a River Deep, Mountain High című Tina Turner-feldolgozást főként az ütős hangszerek jellemzik, az It's All Coming Back to Me Now (Jim Steinman-feldolgozás) és az All by Myself lágyabb rock hangzású, de a klasszikus zongorai hangokkal elegyítve, a slágerlista vezető Because You Loved Me pedig egy ballada, mely az 1996-os A hírek szerelmesei című film betétdala lett.
A If That's What It Takes, a I Don't Know és a Fly a D’eux című album három dalának angol nyelvű feldolgozásai.
Dion népszerűségét tovább erősítette, amikor felkérték, hogy énekelje el az 1996-os atlantai nyári olimpiai játékok nyitóünnepségén a The Power of the Dream című dalt. Több mint 100 000 ember előtt a helyszínen, és további három és fél millió televíziónéző előtt énekelt. A fellépését kapott pénzösszeget némiképp megtoldva a kanadai csapatnak adományozta, hogy támogassa a kanadai atlétákat. A dal az ázsiai és ausztrál korlátozott példányszámú Falling into You-albumokon jelent meg. Az Egyesült Államokban az It's All Coming Back to Me Now kislemez B-oldalas dalaként jelent meg. Később rákerült a 2000-ben kiadott The Collector's Series, Volume One és 2008-ban megjelent My Love: Essential Collection című válogatásalbumokra is.
A lemez népszerűsítésére 1996. március 18-án indult a Falling Into You Tour koncertkörút, mely 1997. június 26-ig négy kontinensen 148 koncertet tartalmazott. A telt házas koncertek március 18-án Perthben kezdődtek, az utolsó koncertre Zürichben került sor. 1997 júniusában Dion Európa legnagyobb stadionjaiban, 35 000-70 000 ember előtt énekelt.

## Dalok listája
| #   | Cím                            | Szerző(k)                                           | Producerek                               | Hossz |
| --- | ------------------------------ | --------------------------------------------------- | ---------------------------------------- | ----- |
| 1.  | It's All Coming Back to Me Now | Jim Steinman                                        | Jim Steinman, Steven Rinkoff, Roy Bittan | 7:37  |
| 2.  | Because You Loved Me           | Diane Warren                                        | David Foster                             | 4:33  |
| 3.  | Falling into You               | Billy Steinberg, Rick Nowels, Marie-Claire D'Ubaldo | Steinberg, Nowels                        | 4:18  |
| 4.  | Make You Happy                 | Andy Marvel                                         | Ric Wake                                 | 4:31  |
| 5.  | Seduces Me                     | Dan Hill, John Sheard                               | Hill, Jones, Rick Hahn                   | 3:46  |
| 6.  | All by Myself                  | Eric Carmen, Sergei Rachmaninoff                    | Foster, John Fields                      | 5:12  |
| 7.  | Declaration of Love            | Michel Jay, Claude Gaudette                         | Wake                                     | 4:20  |
| 8.  | Dreamin' of You                | Aldo Nova, Peter Barbeau                            | Nova                                     | 5:07  |
| 9.  | I Love You                     | Nova                                                | Humberto Gatica, Jean-Jacques Goldman    | 5:30  |
| 10. | If That's What It Takes        | Phil Galdston, Goldman                              | Gatica, Goldman                          | 4:12  |
| 11. | I Don't Know                   | Galdston, Goldman, Robert Goldman                   | Steinman, Rinkoff                        | 4:38  |
| 12. | River Deep – Mountain High     | Phil Spector, Jeff Barry, Ellie Greenwich           | Steinman                                 | 4:10  |
| 13. | Call the Man                   | Andy Hill, Peter Sinfield                           | Steinman, Rinkoff, Bova                  | 6:08  |
| 14. | Fly                            | Galdston, Goldman                                   | Gatica, Goldman                          | 2:58  |

| 15. | (You Make Me Feel Like A) Natural Woman | Jerry Wexler, Gerry Goffin, Carole King | 3:40 |
| 16. | To Love You More                        | David Foster, Junior Miles              | 5:28 |

| 8.  | (You Make Me Feel Like A) Natural Woman | Wexler, Goffin, King | 3:40 |
| 14. | Your Light                              | Nova                 | 5:12 |

| 15. | Your Light | Nova | 5:12 |

| 15. | Your Light       | Nova          | 5:12 |
| 16. | To Love You More | Foster, Miles | 5:28 |

| 15. | (You Make Me Feel Like A) Natural Woman | Wexler, Goffin, King               | 3:40 |
| 16. | Sola Otra Vez                           | Carmen, Rachmaninoff, Manny Benito | 5:12 |

| 1. | The Power of the Dream                                | Foster, Kenneth Edmonds, Linda Thompson                           | 4:31 |
| 2. | Your Light                                            | Nova                                                              | 5:12 |
| 3. | It's All Coming Back to Me Now (Classic Paradise mix) | Steinman                                                          | 8:15 |
| 4. | The Power of Love (live)                              | Candy DeRouge, Gunther Mende, Mary Susan Applegate, Jennifer Rush | 4:45 |
| 5. | River Deep – Mountain High (live)                     | Spector, Barry, Greenwich                                         | 3:29 |

| 1. | Because You Loved Me       | Warren                    | 4:33 |
| 2. | I Don't Know               | Galdston, Goldman         | 4:38 |
| 3. | Pour que tu m'aimes encore | Goldman                   | 4:14 |
| 4. | Le ballet                  | Goldman                   | 4:25 |
| 5. | The Power of the Dream     | Foster, Edmonds, Thompson | 4:31 |

| 1. | Everybody's Talkin' My Baby Down (live) | Arnie Roman, Desalvo            | 4:01 |
| 2. | Love Can Move Mountains (live)          | Warren                          | 4:53 |
| 3. | If You Asked Me To (live)               | Warren                          | 3:55 |
| 4. | Only One Road (live)                    | Peter Zizzo                     | 4:49 |
| 5. | Think Twice (live)                      | Hill, Sinfield                  | 4:47 |
| 6. | The Power of Love (live)                | DeRouge, Mende, Applegate, Rush | 5:43 |

## Megjelenések
| Terület    | Megjelenés        | Kiadó                       | Formátum | Katalógusszám |
| ---------- | ----------------- | --------------------------- | -------- | ------------- |
| Ausztrália | 1996. március 8.  | Sony Music, Epic, 550       | CD       | 4837922       |
| Európa     | 1996. március 11. | Sony Music, Columbia        | CD       | 4837922       |
| USA        | 1996. március 12. | Epic, 550                   | CD       | 67541         |
| Kanada     | 1996. március 12. | Sony Music, Columbia        | CD       | 67541         |
| Japán      | 1996. március 14. | Sony Music Japan, Epic, 550 | CD       | ESCA-6410     |
| Ausztrália | 1997. január 20.  | Sony Music, Epic, 550       | 2CD      | 6629669       |
| Dél-Korea  | 1997. január 20.  | Sony Music, Columbia        | 2CD      | CP2K-1784     |
| Európa     | 2009. október 2.  | Sony Music, Columbia        | 2CD      | 88697593672   |

## Fogadtatás
Elysa Gardner a Los Angeles Timesban négyből két csillagot adott a lemeznek, mondván, hogy bár az anyag kifinomultabb, Dion időnként visszaesik a udvarias és kiszámítható szentimentalizmusba. Stephen Holden, a The New York Times kritikusa szerint a lemez melodramatikus és romantikusan fellengzős. A Yahoo! Musicon Dan Leroy úgy vélte, az eredmény nem sokban különbözik az eddigiektől.
Chuck Eddy, az Entertainment Weeklyben bírálta a Declaration of Love és az Eric Carmen-feldolgozás All by Myself című dalokat, a lemezt összességében B-re értékelte. Az AllMusictól Stephen Thomas Erlewine öt csillagból négyet adott az albumnak, mely bár papírformának megfelelő, de jól megszerkesztett, stílusos és fülbemászó, mely kiemeli az énekesnő hangjának természetes báját. Van ugyan néhány gyengébb dal, de az album rendkívül jól összerakott gyűjteménye a felnőtt kortárs popzenének és Dion legjobb lemez.

### Listahelyezések
A Falling into You album különösen sikeres volt világszerte és még mindig a történelem legtöbbet eladott lemezei között van több mint 32 millió példányszámos eladával.
Az Egyesült Államokban a második helyen debütált 193 ezres eladással már az első héten. Megjelenésének 28. hetében érte el az első helyet 132 ezres eladási számmal, majd a következő héten 130 500 eladott darabbal még mindig az első volt. A 30. héten lejjebb csúszott, majd a 31. héten 136 ezer eladott példánnyal ismét visszavette a vezető helyet. Az album 1996-ot és 1997-et tekintve az év harmadik legsikeresebbje a Billboard lista szerint. Az Egyesült Államokban gyémánt, majd 11-szeres platinalemez lett 11 millió eladott példány után az Államokban. A Nielsen SoundScan adatai szerint 10 785 000 darabot adtak el.
Európában kilenc millió eladott lemez után bekerült a European Top 100 Albums listára és 9-szeres platinaminősítést szerzett. Csak két másik album érte el a kilencszeres platinát, egyikük szintén Dion-album volt, a Let's Talk About Love, a másik pedig a The Beatles 1 című lemeze.
Az Egyesült Királyságban első helyen debütált, majd 2,1 millió eladott darab után hétszeres platinalemez lett. Németországban 1,25 milliót adtak el és ötszörös aranylemez lett. Németországban csak a 24. helyen debütált, de 89 héten át maradt a listán, amivel Dion karrierjének idején a német albumlistán leghosszabb időn át szereplő albumává vált.
Kanadában, Franciaországban, Japánban és Ausztráliában is több mint egy millió példányban kelt el, mely teljesítményt összesen hatan érték el. Kanadában és Franciaországban gyémántlemez lett, Japánban "million", Ausztráliában pedig 12-szeres platina. Franciaországban az 1996-os év második legsikeresebb lemeze lett (a D’eux negyedik, a Live à Paris tizedik). Ezzel Dion a francia történelem egyetlen olyan művésze, akinek három lemez is listavezető volt és az éves listán három albuma is a legjobb tíz között volt.

### Díjak
A Falling into You album számos más díj mellett három Grammy-díjat nyert, köztük az év albuma, a a legjobb popalbum díjait, illetve Diane Warren dalszövegíró a Because You Loved Me című dalért a Grammy Award for Best Song Written for a Motion Picture, Television or Other Visual Media kategóriában kapott Grammy-t.
| Év   | Díj                                      | Kategória |
| ---- | ---------------------------------------- | --- |
| 1996 | Bambi-díj                                | Az év legjobb nemzetközi popsztárja                                                                                  |
| 1996 | VH1 Awards                               | Az év művésze |
| 1997 | Grammy-díj                               | Az év albuma – Falling into You                                                                                      |
| 1997 | Grammy-díj                               | A legjobb popalbum – Falling into You                                                                                |
| 1997 | Grammy-díj                               | Best Song Written for a Motion Picture, Television or Other Visual Media (Diane Warren kapta) – Because You Loved Me |
| 1997 | World Music Awards                       | A világ legtöbb lemezt eladott popzenésze                                                                            |
| 1997 | World Music Awards                       | A világ legtöbb lemezt eladott művésze                                                                               |
| 1997 | World Music Awards                       | A világ legtöbb lemezt eladott kanadai művésze                                                                       |
| 1997 | Juno-díj                                 | Az év énekesnője |
| 1997 | Juno-díj                                 | Legsikeresebb album (külföldi vagy hazai) – Falling into You                                                         |
| 1997 | Juno-díj                                 | Nemzetközi teljesítmény                                                                                              |
| 1997 | Félix-díj                                | Az év énekesnője |
| 1997 | Félix-díj                                | Québeci művész nem francia nyelven elért legnagyobb sikere                                                           |
| 1997 | Félix-díj                                | A Québecen kívül legnagyobb sikert elérő québeci művész                                                              |
| 1997 | NARM-díj                                 | 1996/1997 Best Seller-díj az év albumáért – Falling into You                                                         |
| 1997 | NARM-díj                                 | 1996/1997 Best Seller-díj popalbumért – Falling into You                                                             |
| 1997 | NARM-díj                                 | 1996/1997 Best Seller-díj az év művészének                                                                           |
| 1997 | IRMA-díj                                 | Legjobb nemzetközi művésznő albuma – Falling into You                                                                |
| 1997 | Malta Music Awards                       | Legsikeresebb nemzetközi művésznő                                                                                    |
| 1998 | South African Music Awards               | A legsikeresebb nemzetközi album – Falling into You                                                                  |
| 1997 | International Achievement in Arts Awards | Az év szórakoztatóművészi teljesítménye zenében                                                                      |
| 1997 | Greek Pop Corn Music Award               | Az év legjobb nemzetközi albuma – Falling into You                                                                   |
| 1997 | Greek Pop Corn Music Award               | Az év legjobb nemzetközi énekesnője                                                                                  |
| 1997 | Coca-Cola Full Blast Music Awards        | 1996 legnépszerűbb nemzetközi művésze                                                                                |
| 1997 | FM Select Diamond Awards                 | Legjobb nemzetközi művésznő                                                                                          |
| 1997 | AMIGO Awards                             | Legjobb nemzetközi művésznő                                                                                          |
| 1997 | National TV2 Awards                      | Legjobb nemzetközi művésznő                                                                                          |
| 1998 | BMI Pop Awards                           | Az év dala – It's All Coming Back to Me Now                                                                          |

Ezek mellett Oscar-díjra jelölték a Because You Loved Me című dal szerzőjeként Diane Warrent. Dion további három Grammy-díjra kapott jelölést ugyanezen dalért: az év felvétele, a legjobb női popénekes és az év dala kategóriákban. Két kategóriában jelölték American Music Awardra: kedvenc rock/pop énekesnő és kedvenc felnőtt kortárs művész.

## Helyezések és minősítések
| Lista                    | Legjobb helyezés |
| ------------------------ | ---------------- |
| Ausztrál albumlista      | 1                |
| Osztrák albumlista       | 1                |
| Belga Flamand albumlista | 2                |
| Belga Vallon albumlista  | 1                |
| Kanadai albumlista       | 1                |
| Kanadai RPM albumlista   | 1                |
| Dán albumlista1          | 9                |
| Holland albumlista       | 1                |
| Európai albumlista       | 1                |
| Finn albumlista          | 9                |
| Francia albumlista       | 1                |
| Német albumlista         | 5                |
| Görög albumlista         | 1                |
| Magyar albumlista        | 13               |
| Ír albumlista            | 2                |
| Olasz albumlista         | 4                |
| Japán albumlista         | 6                |
| Új-Zélandi albumlista    | 1                |
| Norvég albumlista        | 1                |
| Portugál albumlista      | 2                |
| Spanyol albumlista       | 4                |
| Svéd albumlista          | 1                |
| Svájci albumlista        | 1                |
| Brit albumlista          | 1                |
| Amerikai Billboard lista | 1                |

| Ország             | Minősítés2            |
| ------------------ | --------------------- |
| Argentína          | Platina               |
| Ausztrália         | 13x platina           |
| Ausztria           | 2x platina            |
| Belgium            | 4x platina            |
| Brazília           | Arany                 |
| Kanada             | Gyémánt               |
| Európa             | 9x platina            |
| Finnország         | Platina               |
| Franciaország      | Gyémánt               |
| Németország        | 5x arany              |
| Magyarország       | Arany                 |
| Japán              | Million               |
| Hollandia          | 6x platina            |
| Új-Zéland          | 12x platina           |
| Norvégia           | 3x platina            |
| Lengyelország      | Platina               |
| Spanyolország      | 2x platina            |
| Svédország         | 2x platina            |
| Svájc              | 3x platina            |
| Egyesült Királyság | 7x platina            |
| USA                | 11x platina (gyémánt) |

1A lista 1997. január óta elérhető

2A minősítések még korábbi feltételrendszer szerintiek, magasabb minősítési szintekkel, mint napjainkban

## Fordítás
- Ez a szócikk részben vagy egészben  a   Falling into You című angol Wikipédia-szócikk fordításán alapul.  Az eredeti cikk szerkesztőit annak laptörténete sorolja fel. Ez a jelzés csupán a megfogalmazás eredetét és a szerzői jogokat jelzi, nem szolgál a cikkben szereplő információk forrásmegjelöléseként.